# Loulan
Loulan o Kroran (uiguro: كروران قەدىمكى شەهىرى; cinese semplificato: 楼兰故城; cinese tradizionale:樓蘭故城; Lóulán gùchéng) è un'antica città-oasi già nota nel II secolo a.C. sul confine nord-orientale del deserto di Lop. Loulan, nota agli archeologi russi come Krorayina, era un antico regno posto lungo la via della seta.
Nel 77 a.C., secondo il Libro degli Han, l'emissario cinese Fu Jiezi pugnalò a morte il re di Loulan, Chang Gui. Il quale divenne poi uno stato fantoccio cinese e gli fu dato il nome di Shanshan, anche se la città all'angolo nord-occidentale del deserto di Lop Nur mantenne il nome di Loulan. Le rovine della città di Loulan si trovano su quella che era la sponda occidentale del lago Lop Nur, ora prosciugato, nella prefettura di Bayin'gholin Mongol, Xinjiang. Il sito archeologico è oggi ricoperto dal deserto.

## Storia

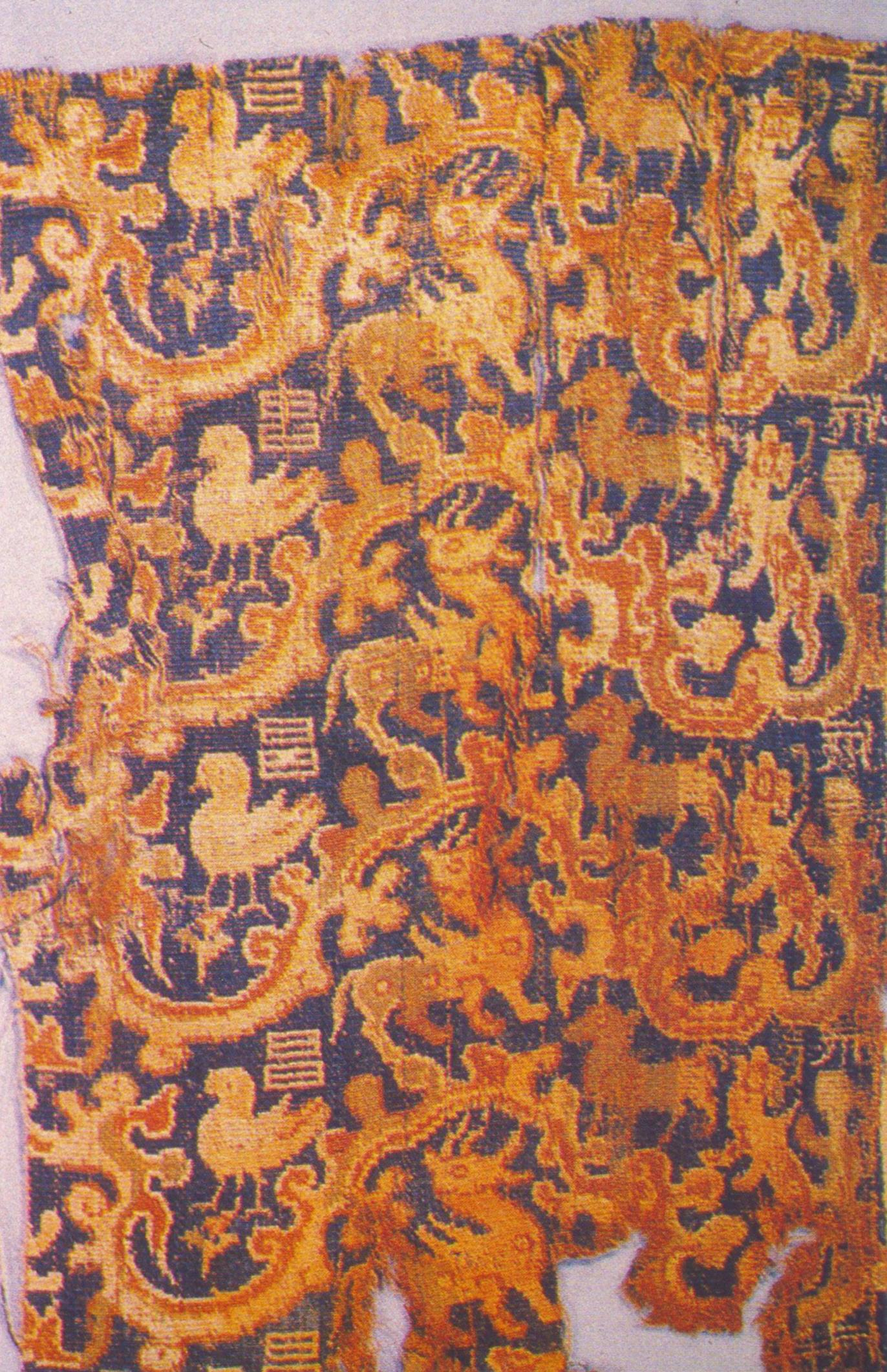
campione di tessuto Loulan in seta

La mummia di una donna di 3800 anni fa, la prima di una serie di mummie oggi note come mummie del Tarim, fu scoperta a Loulan nel 1980, il che dimostra la presenza antichissimi insediamenti nella regione.
Loulan si trovava sulla strada principale che collegava Dunhuang a Korla, dove si allacciava alla cosiddetta "rotta settentrionale", ed era unita a sud-ovest alla capitale del regno, Wuni in Charkhlik/Ruoqiang, e da qui a Khotan ed a Yarkand.
La prima citazione storica di Loulan si trova in una lettera spedita da Chanyu degli Xiongnu all'imperatore cinese nel 126 a.C., con cui si vantava di aver conquistato Yuezhi, Wusun, Loulan e Hujie, "così come 26 stati vicini". Nel 126 a.C. l'emissario cinese Zhang Qian descrisse Loulan come città fortificata situata nei pressi di Lop Nur.
Nel 77 a.C. l'emissario cinese Fu Jiezi uccise con un coltello il re di Loulan, Chang Gui. Il regno divenne uno stato fantoccio dei cinesi, e gli fu cambiato il nome in Shanshan. La capitale si trovava a sud-ovest di Lop Nur, vicino all'odierna Ruoqiang (Charkhlik) sulla via della seta meridionale, tra Dunhuang e Khotan.
A causa della sua posizione strategica sulla principale rotta che univa Cina ed Occidente, durante la dinastia Han e la Dinastia Han posteriore il controllo fu continuamente conteso tra Cina e Xiongnu.
Gli Xiongnu protestavano spesso per ottenere dagli Han il controllo della regione fino al II secolo, e viene ricordato come regno dipendente di Shanshan nel  Weilüe del III secolo.
Una colonia militare di 1000 uomini fu stanziata a Loulan nel 260 dal generale cinese So Man. Il sito venne abbandonato nel 330 a causa della mancanza d'acqua nel fiume Tarim, che sosteneva l'insediamento. La guarnigione militare fu spostata 50 km a sud ad Haitou. La fortezza di Yingpan nel nord-ovest rimase sotto al controllo cinese fino alla dinastia Tang.

## Archeologia

### Sven Hedin
Loulan fu scoperta da Sven Hedin nel 1899, il quale scavò alcune case trovando tavole Kharoshthi in legno e manoscritti cinesi risalenti alla dinastia Han (III secolo).

### Aurel Stein
Aurel Stein fece ulteriori scavi nel 1906 e nel 1914, analizzando le mura della città. Misuravano oltre 300 metri per lato, ed erano spesse 7 metri alla base. Stein recuperò anche un frammento di tappeto in lana, alcune sete gialle e sculture in legno del Regno di Gandhāra.

### Spedizione archeologica cinese del 1979-1980
Nel 1979 e 1980 tre spedizioni archeologiche sponsorizzate dall'Accademia cinese di Scienze Sociali effettuarono scavi a Loulan. scoprirono un canale artificiale profondo 5 metri e largo quasi 20 che attraversava Loulan da nord-ovest a sud-est; uno stupa buddista in terra alto 10 metri ed un edificio lungo 15 metri e largo 9 che sembra aver ospitato un ufficiale cinese, con tre stanze e colonne in legno. Recuperarono anche 797 oggetti da questo posto, compreso un imballaggio in legno, oggetti in bronzo, gioielleria, monete ed arnesi in pietra del Mesolitico. Tra gli altri ritrovamenti (2003) nel luogo ci sono mummie e cimiteri ed un braccialetto con una giada, una maschera in legno dipinta di rosso con grandi naso e denti, bare a forma di nave, un arco con frecce ed un cesto di paglia.